# Philipp Horn
Pour les articles homonymes, voir Horn.
Philipp Horn, né le 8 novembre 1994 à Arnstadt, est un biathlète allemand.

## Carrière
Après des débuts internationaux en 2012, Horn obtient sa première récompense internationale aux Championnats du monde jeunesse en 2013 à Obertilliach avec la médaille d'argent sur le relais.
Il est seulement sélectionné en équipe d'Allemagne lors de la saison 2015-2016 dans l'IBU Cup, montant sur le podium avec une deuxième place à Arber.
Il est médaillé de bronze à l'individuel aux Championnats d'Europe de biathlon 2018.
Il marque ses premiers points en Coupe du monde au début de la saison 2018-2019 en terminant 28e de la poursuite de Pokljuka, pour sa première sélection à ce niveau. Il gagne plus tard dans l'hiver une course d'IBU Cup à Duszniki-Zdrój et est médaillé d'argent aux Championnats d'Europe à Minsk sur le relais mixte.
En décembre 2019, il monte sur son premier podium en relais dans la Coupe du monde avec une deuxième place à Hochfilzen. Déjà onzième de la poursuite du Grand-Bornand, il fait son entrée dans le top dix à Ruhpolding en Allemagne avec une sixième place à Oberhof. 
En 2020 à Anterselva, il est pour la première fois sélectionné pour les championnats du monde, où après avoir notamment terminé huitième du sprint et pris part à la mass start, il remporte la médaille de bronze sur le relais avec Erik Lesser, Arnd Peiffer et Benedikt Doll. Il se classe 18e de sa première saison complète dans la Coupe du monde.
Il est marié depuis 2022 à la fondeuse et biathlète Antonia Fraebel.

## Palmarès

### Championnats du monde
| Édition / Épreuve       | Individuel | Sprint | Poursuite | Mass start | Relais                    | Relais mixte | Relais mixte simple |
| ----------------------- | ---------- | ------ | --------- | ---------- | ------------------------- | ------------ | ------------------- |
| Antholz-Anterselva 2020 | 21e        | 8e     | 18e       | 24e        | Médaille de bronze, monde | —            | —                   |
| Nové Město 2024         | 43e        | 25e    | 17e       | —          |                           | —            | —                   |
| Lenzerheide 2025        | 7e         | 44e    | 17e       | 13e        | Médaille de bronze, monde | —            | —                   |

Légende :
- : troisième place, médaille de bronze
- — : non disputée par Horn

### Coupe du monde
- Meilleur classement général : 18e en 2020.
- Meilleur résultat individuel : 4e.
- 7 podiums en relais : 2 deuxièmes places et 5 troisièmes places.
- 1 podium en relais mixte : 1 troisième place.

Dernière mise à jour le 22 février 2025

#### Classements en Coupe du monde
| Saison    | Individuel | Individuel | Sprint | Sprint | Poursuite | Poursuite | Mass start | Mass start | Général | Général    |
| Saison    | Points     | Class.     | Points | Class. | Points    | Class.    | Points     | Class.     | Points  | Classement |
| --------- | ---------- | ---------- | ------ | ------ | --------- | --------- | ---------- | ---------- | ------- | ---------- |
| 2018-2019 | -          | nc         | 13     | 74e    | 21        | 54e       |            |            | 34      | 66e        |
| 2019-2020 | 61         | 16e        | 124    | 20e    | 80        | 20e       | 95         | 18e        | 360     | 18e        |
| 2020-2021 | 11         | 52e        | 36     | 53e    | 33        | 43e       |            |            | 80      | 53e        |
| 2021-2022 | -          | nc         | 66     | 35e    | 40        | 43e       |            |            | 106     | 46e        |
| 2022-2023 |            |            | 51     | 35e    | -         | nc        |            |            | 51      | 56e        |
| 2023-2024 | 12         | 52e        | 146    | 17e    | 144       | 18e       | 57         | 23e        | 359     | 20e        |
| 2024-2025 | 9          | 57e        | 157    | 16e    | 120       | 19e       | 22         | 38e        | 308     | 23e        |

### Championnats d'Europe
- Médaille de bronze de l'individuel en 2018.
- Médaille d'argent du relais mixte en 2019.
- Médaille d'argent du relais mixte en 2022.

### Championnats du monde jeunesse
- Médaille d'argent du relais en 2013.

### IBU Cup
- 5 podiums individuels, dont 1 victoire.